# GW Большого Пса
GW Большого Пса (лат. GW Canis Majoris) — одиночная переменная звезда в созвездии Большого Пса на расстоянии приблизительно 1390 световых лет (около 426 парсеков) от Солнца. Видимая звёздная величина звезды — от +10,6m до +9,4m.

## Характеристики
GW Большого Пса — красная пульсирующая полуправильная переменная звезда типа SRB (SRB) спектрального класса M5.